# العلاقات السورية الغامبية
العلاقات السورية الغامبية هي العلاقات الثنائية التي تجمع بين سوريا وغامبيا.

## مقارنة بين البلدين
هذه مقارنة عامة ومرجعية للدولتين:
| وجه المقارنة                                              | سوريا                    | غامبيا           |
| --------------------------------------------------------- | ------------------------ | ---------------- |
| المساحة (كم2)                                             | 185.18 ألف               | 11.30 ألف        |
| عدد السكان (نسمة)                                         | 18.27 مليون              | 2.10 مليون       |
| الكثافة السكانية (ن./كم²)                                 | 98.66                    | 185.84           |
| العاصمة                                                   | دمشق                     | بانجول           |
| اللغة الرسمية                                             | اللغة العربية            | اللغة الإنجليزية |
| العملة                                                    | ليرة سورية               | دالاسي غامبي     |
| الناتج المحلي الإجمالي (بليون دولار)                      | 60.20 مليار              | 1.01 مليار       |
| الناتج المحلي الإجمالي (تعادل القوة الشرائية) بليون دولار |                          | 3.34 مليار       |
| الناتج المحلي الإجمالي الاسمي للفرد دولار أمريكي          |                          | 471              |
| الناتج المحلي الإجمالي للفرد دولار أمريكي                 |                          |                  |
| مؤشر التنمية البشرية                                      | 0.594                    | 0.441            |
| رمز المكالمات الدولي                                      | +963                     | +220             |
| رمز الإنترنت                                              | .sy                      | .gm              |
| المنطقة الزمنية                                           | ت ع م+02:00، ت ع م+03:00 | 00               |

## منظمات دولية مشتركة
يشترك البلدان في عضوية مجموعة من المنظمات الدولية، منها:
| علم المنظمة | اسم المنظمة                               | تاريخ انضمام سوريا | تاريخ انضمام غامبيا |
| ----------- | ----------------------------------------- | ------------------ | ------------------- |
|             | مؤسسة التنمية الدولية                     | 28 يونيو 1962      | 18 أكتوبر 1967      |
|             | مؤسسة التمويل الدولية                     | 28 يونيو 1962      | 19 سبتمبر 1983      |
|             | منظمة حظر الأسلحة الكيميائية              | ?                  | ?                   |
|             | الأمم المتحدة                             | 24 أكتوبر 1945     | 21 سبتمبر 1965      |
|             | الاتحاد الدولي للاتصالات                  | 12 يناير 1924      | 27 مايو 1974        |
|             | منظمة التعاون الإسلامي                    | 1972               | ?                   |
|             | منظمة الشرطة الجنائية الدولية             | ?                  | ?                   |
|             | الاتحاد البريدي العالمي                   | ?                  | ?                   |
|             | البنك الدولي للإنشاء والتعمير             | 10 أبريل 1947      | 18 أكتوبر 1967      |
|             | المركز الدولي لتسوية المنازعات الاستشارية | 24 فبراير 2006     | 26 يناير 1975       |
|             | وكالة ضمان الاستثمار متعدد الأطراف        | 14 مايو 2002       | 11 سبتمبر 1992      |
|             | يونسكو                                    | 16 نوفمبر 1946     | 1 أغسطس 1973        |

## وصلات خارجية
- موقع وزارة الخارجية الغامبية